# بداغ
 بداغ، هفت کول (نام علمی: Viburnum lentago) نام یک گونه از سرده گوله برفیان است.
کمتر دیده شده که در آپارتمان نگهداری شوند. اما اگر بخواهیم گیاهی داشته باشیم که در زمستان گل دهد و همیشه سبز باشد می توانیم یکی از انواع آن را در گلدان بکاریم و در اتاق نگهداری کنیم. انواعی از این گیاه در تابستان گل می دهند و انواعی هم از اوایل زمستان تا بهار گل می دهند.

## روش نگهداری
این گیاه به گرمای متوسط نیاز دارد و باید در نور زیاد یا سایه روشن نگهداری شود. در فصل رشد به آب زیاد و در زمستان به آب کم نیاز دارد. گاهی برگها را مرطوب کنید.